# Арчболд, Ричард
Ричард Арчболд (1907—1976) — американский зоолог и филантроп.

## Биография
Будучи внуком Джона Дастина Арчболда, был состоятельным человеком. Учился в частных школах, посещал курсы в Колумбийском университете, но не закончил его. Спонсировал целый ряд биологических экспедиций на Новую Гвинею в интересах Американского музея естественной истории, в некоторых из которых принимал участие. Затем основал биологическую станцию во Флориде, на которой провел последние годы жизни. Также он был участником экспедиции на Мадагаскар под руководством Жана Делакура, во время которой узнал о смерти отца и познакомился с Остином Рэндом, который затем всю жизнь оставался другом Ричарда, а в 1939 совершил в интересах правительства Австралии пионерский перелёт из этой страны через Индийский океан и Африку в Нью-Йорк.